# 迪克·坎宁安
迪克·坎宁安（英語：Dick Cunningham，1946年7月11日—），美国NBA联盟前职业篮球运动员。他在1968年的NBA选秀中第2轮第21顺位被菲尼克斯太阳选中。